# Собор Святых Петра и Павла (Эннис)
Собор Святых Петра и Павла (англ. Cathedral of Saints Peter and Paul), также известный как Собор Энниса — католический собор епархии Киллало. Находится в городе Эннис в графстве Клэр, Ирландия.

## История
Место, на котором стоит собор, было передано в дар епархии в 1828 году для строительства приходской церкви в Эннисе. Строительные работы были начаты в тот же год, но продвигались медленно. Недостроенная церковь впервые использовалась для проведения мессы в 1842 году. Год спустя, 26 февраля 1843 года, епископ Патрик Кеннеди освятил храм во имя святых Петра и Павла.
Дальнейшее строительство и украшение церкви было приостановлено во время Великого голода, но впоследствии были работы по внутреннему оформлению церкви были возобновлены. Башня и шпиль церкви были завершены в 1874 году. Приходская церковь получила статус прокафедрального собора в 1889 году, когда епископ Томас Дж. Макредмонд переехал в Эннис.
В 1894 году был возведён главный вход в собор и произведён капитальный ремонт здания. В 1930-х годах к зданию пристроили новую ризницу и зал для собрания капитула, а также установили орган. Собор был закрыт на шесть месяцев в 1973 году для проведения работ по перестройке здания в соответствии с требованиями Второго Ватиканского собора. Орган был отремонтирован в 1985 году.
Прокафедральный собор стал собором в 1990 году. После пожара в соборе в 1995 году пришлось восстанавливать алтарь, а также обновлять интерьер; работы были завершены в конце 1996 года.